# Carlos Morales Santos
Carlos Leonardo Morales Santos (Asunción, 1968. november 4. –) paraguayi labdarúgó-középpályás. Öccse az argentin születésű, argentin színekben játszó Ángel Morales.
A paraguayi válogatott színeiben részt vett az 1998-as labdarúgó-világbajnokságon.